# 玛斯皮人
玛斯皮人（Maspii）是来自波斯的一个伊朗部落。这个部落是波斯的三大部落之一，其他的两个部落分别是玛拉菲人和帕薩爾加德（阿契美尼德帝国王室就是从这个部落中诞生的）。